# Platygaster sophianae
Platygaster sophianae is een vliesvleugelig insect uit de familie van de Platygastridae. De wetenschappelijke naam van de soort is voor het eerst geldig gepubliceerd in 1976 door Szabó.